# Bukovac
Bukovac es un pueblo ubicado en la municipalidad de Despotovac, en el distrito de Pomoravlje, Serbia.

## Superficie
Posee una superficie de 12,12 kilómetros cuadrados.

## Demografía
Hasta 2011 la población era de 490 habitantes, con una densidad de población de 40,44 habitantes por kilómetro cuadrado.